# Хренница

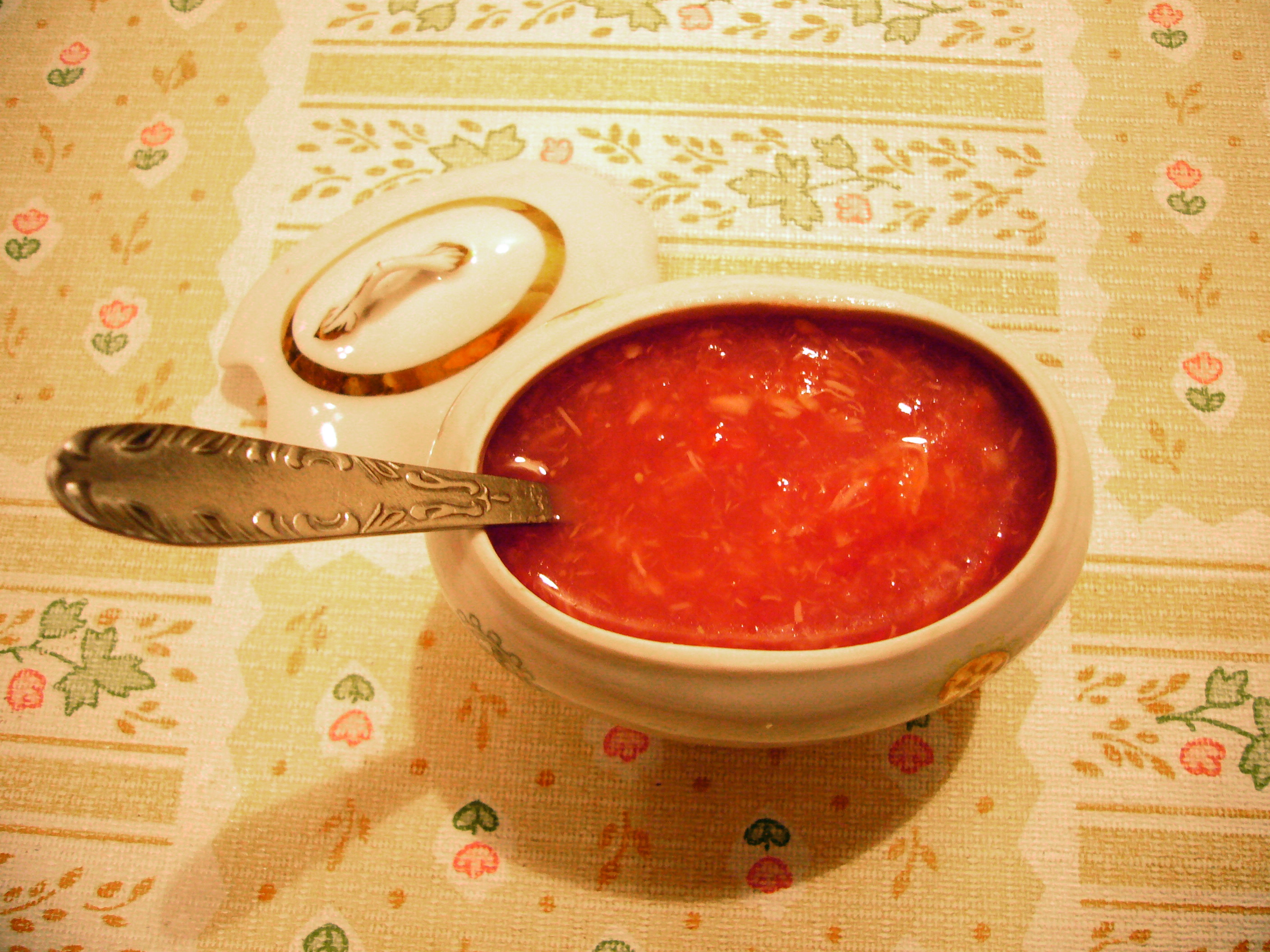
Хренница с хреново-томатным соусом «Хреновина»

Хре́нница — предмет столовой посуды для специй, подвид соусников для подачи к столу хрена. Предназначена для недолговременного хранения продукта, относится к категории посуды для специй, которая включает в себя различные контейнеры для хранения и подачи приправ (соль, перец, уксус и т. п.).

## Конструкция и материалы
Хренница представляет собой сосуд объёмом от 200 до 400 см³, обычно цилиндрической формы, но также бывает более сложной: шаровидной, грушевидной или яйцевидной. У хренницы помимо крышки имеется одна или две ручки и иногда поддон. В крышке хренницы иногда выполняется отверстие для ложечки. Обычно они изготавливаются из керамики, а так же из фарфора, фаянса или стекла. Керамические хренницы часто покрыты глазурью, что придаёт им эстетичный вид и облегчает уход за ними.

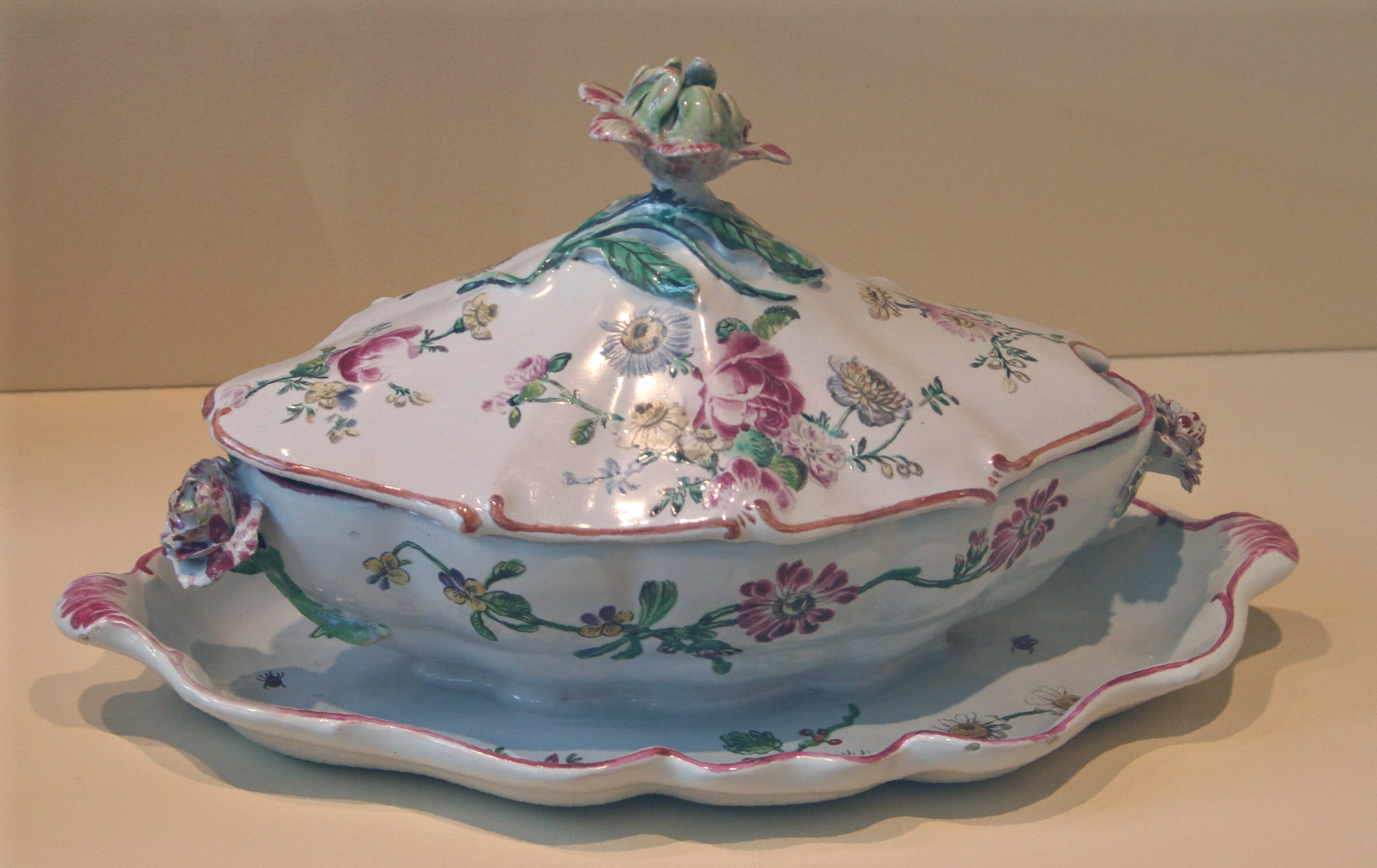
Хренница. Марсельский фаянс

## Функциональность
Хренницы не только служат для подачи приправ, но и могут быть элементом декора стола. Они часто входят в состав наборов для специй, которые могут включать солонки и перечницы, устанавливаемые на общей подставке. Это делает их удобными для использования в домашних условиях и в общественном питании.

## Культурное значение
В русской культуре хренница имеет особое значение. Хрен используется как традиционная приправа к различным блюдам, а сама хренница может быть выполнена в различных художественных стилях, отражая местные традиции и ремесленные навыки.
Таким образом, хренница является не только функциональным предметом кухонной утвари, но и элементом культурного наследия, который продолжает использоваться в современных домохозяйствах.

## Прочее
В розничную продажу хренницы поступают как штучный товар или в составе столовых сервизов и наборов.